# Isla de Pessegueiro
Isla de Pessegueiro (en portugués: Ilha do Pessegueiro; que viene del latín: "piscatorius" o "piscarium") es una isla portuguesa que se localiza en la costa de Alentejo Litoral (una subregión estatística portuguesa), cerca de la aldea de Porto Covo (que es administrativamente) en la freguesia (parroquia) de Sines, Distrito de Setúbal, al sur de Portugal. La isla, así como la costa cercana, es parte del Parque natural del Sudoeste Alentejano y Costa Vicentina (Parque Natural do Sudoeste Alentejano e Costa Vicentina.)